# Giovanni Donà
Giovanni Donà, auch Donato oder Donati (* 9. Februar 1691 in Venedig; † 4. Februar 1766 in Padua), war ein venezianischer Adliger, der ab 1716 eine rund fünfzigjährige Ämterlaufbahn durchlief und dabei nicht nur bis in den innersten Machtzirkel aufstieg, sondern auch als Diplomat in Verhandlungen mit dem Habsburger- und dem Osmanenreich erfolgreich auftrat. Weniger erfolgreich war seine Rolle im Kampf um die Reformversuche der Zeit um 1760.

## Familie

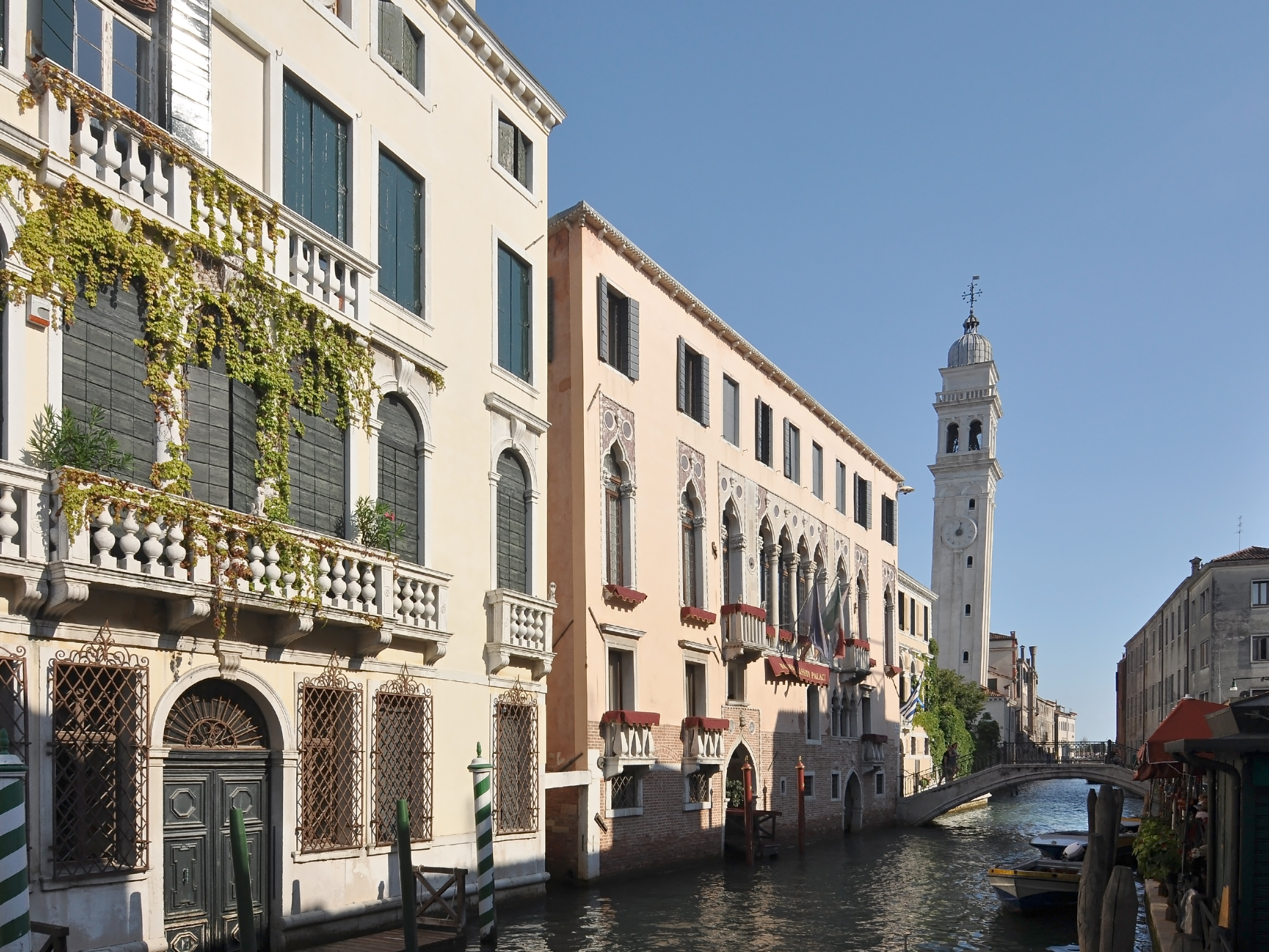
Der im Spätmittelalter den Donà dalle Torreselle gehörende Palast (rechts), heute Palazzo Zorzi Liassidi

Giovanni Donà wurde in der Gemeinde San Vio geboren (benannt nach dem von Sizilien stammenden und in Lukanien getöteten hl. Vitus und dem ebenfalls dort zu Tode gebrachten hl. Modestus, wenn letzterer auch meist ungenannt bleibt). Die im frühen 19. Jahrhundert abgerissene Kirche befand sich im venezianischen Sestiere Dorsoduro.
Giovanni wurde als erstes Kind seiner Eltern geboren, die zwar zum Adel gehörten, aber keineswegs über ein besonders großes Vermögen verfügen konnten. Immerhin besaßen sie 1739 neben dem (nicht mehr existierenden) Palazzo weitere 16 Immobilien, dazu 39 Häuser und Landgüter, die zwischen dem Polesine sowie dem Gebiet um Padua und Vicenza verstreut lagen. All dies brachte eine jährliche Rendite von 2700 Dukaten ein. Seine Eltern waren Antonio di Giovanni, der dem Zweig der weitläufigen Familie Donà angehörte, der als dalle Torreselle bekannt war, und der Marina Michiel, Tochter des cavaliere Giovanni Michiel, eine Familie, die ebenfalls von erheblichem Einfluss war.
Giovanni hatte vier Brüder und zwei Schwestern, von denen allerdings nur die Schwestern wieder selbst Kinder hatten. Chiara heiratete 1720 Vincenzo Cappello di Andrea, während Andriana 1737 Giovanni Bembo di Bertuccio ehelichte. Da sich derlei Familien nur in der männlichen Linie legitim fortsetzen konnten, starb dieser Zweig der Donà mit Giovannis Bruder Marco († nach 1793) aus.

## Ämterlaufbahn

### Einstieg (1716), Podestà von Chioggia (1717–1718)
Giovanni legte eine beachtliche, überaus lange Ämterlaufbahn zurück. Diese begann er als Savio agli Ordini vom 5. März bis zum 30. Juni 1716 – ein typischer Einstiegsposten –, er wurde aber schon am 21. September 1716 zum Capitano von Vicenza gewählt. Doch lehnte er am 21. Oktober diese Wahl ab, was ihm unter der Bedingung straffrei gestattet wurde, ein anderes Rektorat binnen sechs Monaten anzunehmen. Im Januar 1717 wurde er so zum Podestà von Chioggia an Südrand der Lagune von Venedig gewählt. Diesen Posten füllte er vom 27. Juli 1717 bis zum 26. November 1718 aus. Nach diesen vergleichsweise ruhigen 16 Monaten erhielt er den Auftrag, den Schmuggel von Weizenmehl und Wein zu unterdrücken.

### Weitere Positionen,Savio di Terraferma(1723–1737)
Nach diesem schwierigen Posten, den er offenbar zur Zufriedenheit ausführte, stieg er in den Rat der Zehn auf (5. Februar 1718 – 4. Juni 1720), dann wurde er auf ein Jahr zum Savio alle Decime in Rialto gewählt (16. November 1720 – 15. November 1721). Nach diesem für die Staatsfinanzen wichtigen Posten wurde er zum Provveditore al cottimo di Londra (21. Dezember 1721 – 31. März 1723) gewählt, entschied sich danach für den Savvio di Terraferma, einen Posten, den er am 30. Juni übernahm. Somit beriet er in Angelegenheiten, die das oberitalienische Festland Venedigs, die Terraferma betrafen. Bis auf eine kurze Unterbrechung blieb er bis 1737 auf diesem Posten, übernahm daneben ab er auch weitere Aufgaben bis hin zu einer Art Verteidigungsminister im Zusammenhang mit dem Polnischen Erbfolgekrieg der Jahre 1734 bis 1738.

### Im innersten Zirkel: vomSavio del Consiglio(ab 1739) bis zumProvveditore all'Arsenale(1731–1740)
Die folgenden Jahre verbrachte er in Ämtern im innersten Zirkel. So war er Savio del Consiglio (10. Oktober 1738 – März 1739), wurde einer der drei Deputierten sopra la Provvision del denaro (18. April – 31. Dezember 1739), wo er Geld für die Staatsausgaben auftreiben sollte. Eine ähnliche Aufgabe füllte er als Deputato straordinario alla vendita dei beni ad pias causas aus (Juni – Dezember 1739), nur eben für fromme Stiftungen, dann wieder war er Savio del Consiglio im ersten Halbjahr 1740. Als Deputato alla sopraintendenza allo spoglio dei libri dei governatori delle Entrate prüfte er die Bücher, in denen die Einnahmen vermerkt wurden, und zwar bis Dezember 1740. Auch für die Schiffsproduktion im Arsenal war er mehrfach verantwortlich, nämlich als Provveditore all'Arsenale zunächst vom 28. Juli 1731 bis zum 31. Dezember 1740.

### Bailò in Konstantinopel (1741/42–1745)
Schließlich wurde er nicht nur nochmals zum Savio del Consiglio gewählt, nämlich in den ersten sechs Monaten des Jahres 1741, sondern auch nach Konstantinopel delegiert (23. April 1741). Dieser Posten war aufgrund der Schwäche des Kaiserreiches, die es gerade zu überwinden begann, und der Auseinandersetzungen mit dem Reich der Osmanen – insbesondere auf dem Balkan – von erheblicher Brisanz.

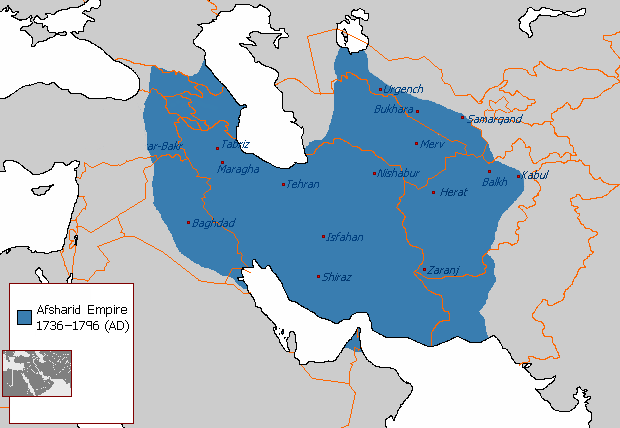
Größte Ausdehnung des persischen Reiches der Afschariden um 1745

Donàs Aufbrauch am 19. März 1742 erfolgte auf einem Schiff mit dem Namen Europa in pace (Europa im Frieden). Dieses fuhr durch die Adria nach Korfu, von dort um Griechenland herum in die Ägäis bis nach Tenedos. Anfang Juli erreichte Donà die osmanische Hauptstadt, wo er seinen Vorgänger Andrea Erizzo ablösen sollte. Da die Osmanen mit Persien unter Nader Schah im Krieg lagen, was die Aufgabe Donàs erleichterte, waren diese doch für französische Interventionen im Kampf gegen das Kaiserreich nicht empfänglich, wie Donà in Venedig versichern konnte.
Allerdings lagen die Venezianer von Perast in Montenegro und die Türken von Ulcinj im Streit. Neben einem erheblichen Prestigegewinn für die inzwischen eher schwache Republik erreichte Donà die Wiedereröffnung eines Konsulats im ägyptischen Alexandria, das der Händler Giovanni Ferro leiten sollte. Die jahrzehntelange Neutralität der Republik erlaubte nun die Intensivierung des Handels im gesamten Mittelmeerraum. Allerdings nennt Donà in seinem Abschlussbericht (relazione) zwar Auseinandersetzungen zwischen Türken und Persern, doch macht er nur Andeutungen zur Handelsfrage.

### Dogenrat (1746), vomSavio del Consiglio(bis 1749) bis zum Staatsinquisitor
Donà kehrte im November 1745 nach Venedig zurück (mit ihm reiste Giacomo Casanova). Unmittelbar nach der vorgeschriebenen Quarantäne wurde er einer der Dogenräte (5. Januar – 30. September 1746), dann wieder Savio del Consiglio (jeweils erste Jahreshälfte 1747 bis 1749), während er in der zweiten Jahreshälfte jeweils wieder für das Arsenal zuständig war. Neben vertrauten Posten wie dem Savio alla Mercanzia, wo er wieder für den Warenhandel verantwortlich war, übernahm er als Savio all'Eresia oder Provveditore alla Sanità nun auch die Bekämpfung von Häresien und Krankheiten.

### Verhandlungen mit Habsburgern (1748–1757)
Vom 26. September 1748 war er als Commissario ai confini del Friuli in leitender Funktion für die Grenzen Venedigs im Friaul verantwortlich, wobei es zu Auseinandersetzungen kam, die schließlich zum Ende des Patriarchats von Aquileia führten. Mitte Oktober 1750 war Donà in Mauthen, also in Kärnten, dann, gemeinsam mit seinem Amtskollegen in Pontebba auf venezianischem Gebiet. In diesem Gebiet bestanden zahlreiche Grenzunklarheiten und widersprüchliche Rechte. Der geschickt verhandelnde Donà konnte Vertrauen auf beiden Seiten schaffen, und er erreichte in Cormòns im Mai 1753 eine vertragliche Regelung, die am 22. und 24. Juli sowohl in Venedig als auch in Wien ratifiziert wurde.
In der folgenden Zeit wurde er mehrfach herangezogen, um seine Meinung zu äußern, sei es mit Bezug auf einen venezianischen Hafen am Timavo, oder aber einen sinnvolleren Grenzverlauf nahe dem Gebiet der Grafschaft Gradisca. Dies sollte durch Austausch einiger Dörfer geschehen, wie ihn die österreichische Kaiserin vorgeschlagen hatte.
Sein Posten war so wichtig, dass er nicht gezwungen war, die Wahl zum Capitano von Brescia anzunehmen. Stattdessen wurde er erneut zum Dogenrat erhoben (1. Oktober 1759 – 30. September 1760) und 1761 zum Staatsinquisitor.

### Partei der Konservativen, Karriereende, Entfernung aus Venedig alsCapitanovon Padua (1765)
Diesen Posten füllte er gemeinsam mit Andrea Diedo und Giovanni Grimani aus. Die drei Männer veranlassten die Inhaftierung und die kurzzeitige Einkerkerung des Avvogador di Comun Angelo Querini, der versuchte, den Senat und den Rat der Zehn zu reformieren, im Veroneser Castello di S. Felice. Dahinter steckte wohl eine heftige persönliche Abneigung zwischen Donà und Querini.
Die Anhänger Querinis versuchten nun, Donà aus Venedig zu entfernen, indem er zum Podestà von Feltre gewählt werden sollte. Auch wenn dies misslang, so verschwand Donàs Name doch für mehrere Jahre von den Ämterlisten des Segretario alle Voci.
Mit Rückblick auf diese Kaltstellung erscheint seine Wahl vom 15. Mai 1765 zum Capitano von Padua wie ein verspäteter Racheakt seiner Gegner, deren Reform ihrerseits gescheitert war. Donà trat am 18. September 1765 seinen Posten an, auf dem er keine fünf Monate später verstarb.